# جوانا هافمن
 جوانا هافمن (انگلیسی: Joanna Karine Hoffman؛ زاده ) یک فیزیک‌دان اهل لهستان است.